# 展昭
展昭（てんしょう）は清の時代に書かれた北宋時代を舞台とした通俗小説『三侠五義』に登場する人物。字（あざな）は「熊飛（ゆうひ）」。
南侠と称される侠客であり、剣術・隠し矢・軽業の達人。特にその身軽さによって仁宗から「御猫」との異名を授かっている。
『三侠五義』での初登場は、科挙を受験しようと上京する包拯と出会うシーン。その後、幾度か包拯の危機を救い、御前四品帯刀護衛に任命される。「御猫」の通り名のため、五鼠の白玉堂から戦いを挑まれたりもしている。